# Kletba Růžového pantera
Kletba Růžového pantera je komediální film z roku 1983, pokračování série filmů o Růžovém panterovi, kterou na počátku 60. let 20. století vytvořil Blake Edwards. Film byl jedním ze dvou, které vznikly souběžně po smrti hvězdy původní série Petera Sellerse. Zatímco předchozí film Stopa Růžového pantera využíval nepoužité záběry Sellerse jako inspektora Clouseaua a v hlavní roli se objevila Joanna Lumley jako novinářka Marie Jouveatová, Kletba se pokusila obnovit sérii s novou hlavní postavou Teda Wasse v roli neschopného amerického detektiva Cliftona Sleigha, který má za úkol najít zmizelého inspektora Clouseaua.
Ve filmu se na konci objevuje Roger Moore – jako sám Clouseau. Jednalo se též o poslední filmovou roli Davida Nivena, který zemřel dva týdny před uvedením. Herbert Lom se ve filmu objevil již pošesté v roli vrchního inspektora Charlese Dreyfuse. Naposledy si tuto roli zopakoval ve filmu Syn Růžového pantera (1993). Capucine se v roli Simone objevila také potřetí a naposledy. Ve filmu se také pošesté objevili Clouseauův sluha Cato (Burt Kwouk) a seržant François Chevalier (André Maranne). Cato, Dreyfus a François debutovali ve filmu Komisař Clouseau na stopě (1964).
Film byl kasovním propadákem a získal jednoznačně negativní recenze.

## Děj
V Lugaši je ukraden pověstný diamant Růžového pantera. Záhadná žena, která chce získat bezcenný drahokam, má tête-à-tête s mužem ohledně ceny. Náhle do místnosti vtrhne Clouseau (který v předchozím filmu nevysvětlitelně zmizel při letu letadlem). Žena zastřelí muže a pak namíří zbraň na Clouseaua. Jeho osud je záhadou. Mezitím je jeho bývalý nadřízený, vrchní inspektor Charles Dreyfus (Herbert Lom), donucen dohlížet na operaci Paragon a využít fiktivní počítač Interpolu Huxley 600 Aldous, aby našel nejlepšího detektiva na světě, který by zločin vyřešil.
Celý svět si neuvědomuje, že Clouseau byl ve skutečnosti neschopný hlupák, jehož případy byly vyřešeny spíše díky štěstí než skutečné detektivní genialitě, a že jeho neschopnost náchylná k nehodám přivedla Dreyfuse k sérii nervových zhroucení. Dreyfus v touze, aby už nikdy nespatřil svého nemesis a neslyšel o něm, sabotuje počítač, aby vybral nejhoršího detektiva na světě. Tím se ukáže být seržant Clifton Sleigh (Ted Wass), neschopný důstojník newyorského policejního oddělení.
Sleigh, který pochází z dlouhé linie policistů, vidí v případu příležitost, jak dokázat svou cenu. Dreyfus a jeho dlouholetý asistent, seržant François Durval (André Maranne), brzy zjistí, že sabotáž zafungovala až příliš dobře: Sleigh je sice o něco inteligentnější a schopnější, ale stejně nešikovný jako Clouseau. Když se Sleigh poprvé setká s Dreyfusem v jeho kanceláři, zakopne Sleigh o vlastní nohy a srazí Dreyfuse do jeho kancelářské židle na kolečkách, která se vyvalí na balkon – a Dreyfus spadne o tři patra níže do rybníka, kde si zlomí levou nohu. Sleigh navštíví Dreyfuse v nemocnici, aby se mu omluvil, ale nešťastnou náhodou Dreyfusovi ještě víc ublíží, protože přepadne přes nemocniční zařízení, které drží Dreyfusovu nohu.
Když se seržant Sleigh vydává na cestu za případem, setkává se s mnoha lidmi, kteří by byli raději, kdyby se Clouseau nevrátil. Patří mezi ně inspektorův bývalý sluha Cato (Burt Kwouk), který Sleigha napadne, když se vloupe do Clouseauova muzea, které nyní Cato provozuje. Dále Dreyfus, který se Sleigha mnohokrát pokusí zabít, stejně jako se pokusil zabít Clouseaua a Bruno Langlois (Robert Loggia), mafiánský boss z předchozího filmu. 
Langlois nařídí několik pokusů o vraždu Sleigha, ale detektivova nemotorná povaha mu umožní přežít. Nakonec se Langlois spolu se svými nohsledy (včetně pana Chonga z Pomsty Růžového pantera) se Sleighem utká v závěrečném střetu v temné uličce ve španělské Valencii během karnevalu. Juleta Shayne (Leslie Ash), zaměstnankyně záhadné hraběnky Chandry, přijde Sleighovi na pomoc a podaří se jí Langloise a jeho bandity porazit v pouličním boji. Juleta se poté pokusí svést Sleigha, který trvá na odchodu na schůzku s místní policií, a když ji odmítne, tajně ho omámí šampaňským. Maskovaný zabiják však vystřelí do okna uspávací šipku a omráčí Juletu. Vtom dovnitř vtrhne policie, která byla Dreyfusem (špatně) informována, že Sleigh je podvodník, a zatkne ho. Jeden z policistů však vypije omamné šampaňské a omdlí, což Sleighovi umožní utéct a setkat se se sirem Charlesem Lyttonem (David Niven), který je nyní ženatý s Clouseauovou bývalou ženou Simone (Capucine) a doprovází ho jeho synovec George (Robert Wagner). Sir Charles byl proslulý zloděj šperků známý jako „Fantom“, ačkoli o tom byl přesvědčen pouze Clouseau. Fantom kradl šperky a zanechával po sobě bílou rukavici s monogramem.
Nakonec Sleighovy stopy vedou do lázní, které vede hraběnka Chandra (Joanna Lumley). Tam se setkává se slavnou britskou filmovou hvězdou Rogerem Moorem, který mluví s poněkud zvláštním francouzským přízvukem a padá na všechny strany. Když hraběnka Chandra uvidí fotografii inspektora, řekne Sleighovi, že ji Clouseau navštívil před několika měsíci, ale tvrdil, že se jmenuje Gino Rossi (zloděj, který ukradl diamant v minulém filmu a byl viděn, jak ho hraběnce Chandře šermuje na začátku tohoto filmu, když na scénu přišel skutečný inspektor). Vzpomíná si, že hledal dobrého plastického chirurga a ona mu jednoho doporučila.
Sleigh chybně vyvozuje, že Clouseau ukradl diamant Růžového pantera, podstoupil plastickou operaci a změnil si jméno na Gino Rossi. Tělo skutečného zloděje šperků bylo nalezeno vyplavené na břehu poté, co byl zastřelen. Předpokládá se, že Clouseau byl zabit kvůli diamantu. Dreyfus v touze zbavit se Sleigha oznámí, že Sleigh záhadu vyřešil, a případ oficiálně uzavře. Když Dreyfus zapálí fotografii Gina Rossiho – šťastný, že se Clouseaua zbavil jednou provždy – omylem zapálí svou kancelář. Sleigh vběhne dovnitř a pokouší se oheň uhasit, proud z hadice ale zasáhne Dreyfuse a vymrští na balkon; Dreyfus opět spadne ze třetího patra do rybníka.
Hvězda filmu Roger Moore byl ve skutečnosti Clouseau po velmi rozsáhlé plastické operaci. Clouseau se stal milencem a partnerem hraběnky Chandry ve zločinu. Když Clouseau s Chandrou otevřou její skrytý trezor ve zdi, aby obdivovali Růžového pantera, zjistí, že byli okradeni a po zlodějích zůstane bílá rukavice s monogramem. „Svinský fantom!“ zamumlá Clouseau, protože až příliš dobře ví, kdo je za krádež zodpovědný. V závěrečné scéně sir Charles, Simone a George odplouvají na palubě své jachty se šperkem Růžového pantera, který Simone ukradla.
V předtitulkové scéně je zobrazen animovaný Růžový panter, který ukradl šperk Růžového pantera. Když si uvědomí, že šperk je těžký, vyklouzne ze záběru a upustí diamant mimo záběr, čímž ho roztříští. Krátce poté běží titulky.

## Produkce
Film byl natáčen současně s propojovacími záběry pro film Stopa Růžového pantera. Prokletí Růžového pantera byl původní pracovní název filmu, který se stal Pomstou Růžového pantera, natočeného o pět let dříve. Ve filmu Stopa růžového pantera hrála Joanna Lumleyová televizní investigativní reportérku. Zde se objevila v roli aristokratické majitelky lázní hraběnky Chandry. Dudley Moore, který byl předtím po Sellersově smrti krátce zvažován pro roli Clouseaua v Románu s růžovým panterem, byl původní volbou Blakea Edwardse pro roli detektiva Cliftona Sleigha, ale Moore ji odmítl, protože se po úspěchu Arthura nechtěl vázat na seriál. Edwards navrhl do role Rowana Atkinsona, ale MGM tuto volbu odmítlo, protože Atkinson byl v té době mimo Británii málo známý. O roli jednal také John Ritter, než připadla Tedu Wassovi.
Ted Wass dostal od Edwardse smlouvu na šest filmů o Panterovi (včetně tohoto). V plánu bylo vyřadit postavy Dreyfuse, Cata, Francoise a profesora Augusta Ballse. Edwards řekl deníku LA Times, že se série bude geograficky měnit. Poručík newyorské policie Palmyra by pokračoval jako postava šéfa Sleighova typu Dreyfuse a Charlie (hipsterský černošský policista) by byl rolí podobnou Francoisovi. Seriál by se pravděpodobně více podobal filmům Policejní akademie než klasickým filmům o Růžovém panterovi. MGM chtělo pokračovat v levnější verzi série. Edwards chtěl, aby série pokračovala jako komediální odpověď na Jamese Bonda. Edwards by nerežíroval pozdější Wassovy filmy (další měl režírovat Terry Marcel) a scénáře by psali Edwardsův syn Geoffrey Edwards a Sam Bernard. Edwardsův koproducent Tony Adams plánoval produkovat jeden film o Panterovi každé tři roky, aby mohl financovat menší projekty v závislosti na tom, jak si film povede. Po kritickém a finančním neúspěchu tohoto filmu byly všechny tyto plány okamžitě opuštěny.
David Niven, Capucine a Robert Wagner byli hvězdami původního filmu Růžový panter. Tento film byl Nivenovým posledním filmem a kvůli jeho chatrnému zdraví byl jeho hlas během postprodukce dabován komikem a imitátorem Richem Littlem. Scény Rogera Moora byly natočeny během přestávky v natáčení filmu Octopussy. Byl uveden jako Turk Thrust II, což je poklona herci Bryanu Forbesovi, který byl uveden jako Turk Thrust ve filmu Clouseau z roku 1964, Výstřel do tmy. To, že se Clouseau obrátil ke zločineckému životu a žil společně se zločineckou hraběnkou, byl prvek převzatý z nezfilmovaného scénáře Petera Sellerse Romance o Růžovém panterovi, kde ve druhém ze dvou návrhů scénáře Clouseau opouští policii a připojuje se ke své nové ženě, arcizločinci „Žabákovi“, a žije zločineckým životem.
Joanna Lumley ve své autobiografii hovoří o tom, že scéna s Moorem a Wassem v její chatě byla natočena na jeden záběr bez zkoušek. Důvodem byla válka MGM s Edwardsem o rozpočet a harmonogram natáčení a scéna musela být natočena jako poslední, protože Moore v té době souběžně natáčel Octopussy. „Se Sellersem jsme obvykle důkladně nacvičovali scény (i když musím přiznat, že ne tolik jako u Pomsty) a natáčeli je mnohokrát,“ což dokazují alternativní záběry, jak je vidět ve filmu Strikes Again/Trail atd. „To jsme tady neměli. Prokletí tím nesmírně trpělo – zejména u klíčových závěrečných scén.“
Nová je úprava melodie The Pink Panther Theme (podobná znělce z Pomsty Růžového pantera) s těžkými syntezátory, aby se téma přizpůsobilo hudebním trendům 80. let. Kreslené úvodní a závěrečné titulky k filmu byly animovány a vyrobeny společností Marvel Productions a napsal a režíroval je Art Leonardi. Původní slogan na plakátech zněl: „Byl bombardován, odpálen a zapojen do padáku... Je tohle způsob, jak přivítat nejlepšího detektiva na světě?“

## Recepce
Kletba Růžového pantera se dočkala jednoznačně negativních kritických ohlasů a byla kasovní bombou – všeobecně panovala shoda, že pokus o pokračování série Růžový panter bez Sellerse byl chybou, i když někteří kritici a fanoušci považovali za pozitivní aspekt filmu Mooreovu epizodní roli, která je humorným odklonem od jeho obvyklé role uhlazeného a kultivovaného hrdiny, doplněnou pády, odsekávanými slovy a kbelíkem ledu ve většině scén, které ukázaly dosud neznámý talent pro fyzickou a slovní komiku.
Jak tento film, tak film Stopa (Trail) překročily rozpočet o 1 milion dolarů. Problém byl v tom, že filmy se začaly natáčet v únoru a v říjnu 1982 byly narychlo postprodukovány. Trail byl kasovním zklamáním. V důsledku toho společnost Metro-Goldwyn-Mayer neuvedla Kletbu do kin na jaře 1983, jak bylo plánováno, ale odsunula premiéru až na srpen a film prakticky nepropagovala v novinách ani v televizi. Tím byla porušena Edwardsova smlouva s MGM; v září 1983 zažaloval studio o 180 milionů dolarů za „úmyslnou sabotáž filmu“. MGM žalovalo Edwardse za údajné podvodné překročení výdajů. Krátce poté Edwards zažaloval MGM za urážku na cti. Žaloby dohromady činily více než 1 miliardu dolarů. Po dlouhých soudních tahanicích se Edwards a MGM v roce 1988 mimosoudně vyrovnali.
Wassova opce na několik pokračování nebyla nikdy využita, ačkoli Edwards v době vyrovnání začal plánovat film Syn Růžového pantera – MGM však o něj nemělo zájem. V roce 1989 pokračovalo v natáčení televizního filmu Nový Růžový panter. Gary Nelson režíroval Charlieho Schlattera v roli sympatického televizního reportéra, který vyšetřuje žháře a při řešení zločinů se spojí s kresleným Panterem (který mluví). Tato napodobenina králíka Rogera se nikdy nevysílala. Nakonec byl po dlouhém úsilí v roce 1993 uveden film Edwardsův syn s Robertem Benignim v roli Clouseauova nemanželského syna. Stejně jako tento film a Stopa si však v pokladnách kin nevedl dobře, což znamenalo definitivní konec Edwardsova angažmá v této sérii.
Na agregátoru recenzí Rotten Tomatoes měl film na základě 14 recenzí hodnocení 29 s průměrnou známkou 4,00/10. Na serveru Metacritic hodnotilo film 8 kritiků s průměrem hodnocení 31 bodů ze 100, což znamená „obecně nepříznivé hodnocení“.
MGM vyprodukovala komerčně úspěšný revival Růžový panter (2006) se Stevem Martinem v roli Clouseaua, i když tento film je spíše restartem série než jejím pokračováním či remakem. Martin si opět zahrál Clouseaua ve filmu Růžový panter 2, ale tento film nebyl tak úspěšný jako první.
O více než dvacet let později Wass režíroval spoluhráče Roberta Wagnera v epizodách seriálu Dva a půl chlapa.